# 路易斯·奥索·威廉姆斯
路易斯·奥索·威廉姆斯（英语：Louis Otho Williams，1908年12月16日—1991年1月6日）是一位来自怀俄明州的植物学家。他在怀俄明大学获得学士和硕士学位，然后在圣路易斯华盛顿大学获得博士学位。他担任美国兰花协会公报的编辑。在他担任编辑期间，该公告将出版频率从季刊增加到月刊，协会成员从200人增加到3000人。二战期间他在巴西从事橡胶采购项目。在1950年代的大部分时间里，他住在洪都拉斯，并在那里创办了名为Ceiba的杂志。回到美国后，他从1960年开始在菲尔德自然史博物馆工作，并从1964年到1973年担任系主任。